# Аптекарський приказ
Аптекарський приказ — галузевий орган центрального управління Московського царства XVI – XVIII сторіч, який відав питаннями охорони здоров'я та аптечної справи. Заснований (утворений) за часів царя Івана Грозного, тимчасово не діяв під час польської інтервенції в Московію (подій смутного часу); відновлений 1620 р. Від 1706 р. називався Головною аптекою. В 1714 р. реорганізований в Канцелярію Головної аптеки, пізніше в Аптекарську канцелярію.  У 1721 р. увійшов до складу новоутвореної Медичної канцелярії, на його основі утворена Московська медична контора.
Аптекарський приказ очолювався суддею (аптекарським боярином) з числа наближених до царя бояр, мав адміністративні та судові повноваження; проте, в часи свого існування Аптекарський приказ не був суто адміністративним органом, він виконував і інші функції, зокрема виготовлення ліків, надання медичної допомоги, заготівлю та координацію заготівлі лікарських трав та інших видів лікарської сировини, підготовку фахівців у сфері медицини та фармації (фармакології) тощо.  

## Історія

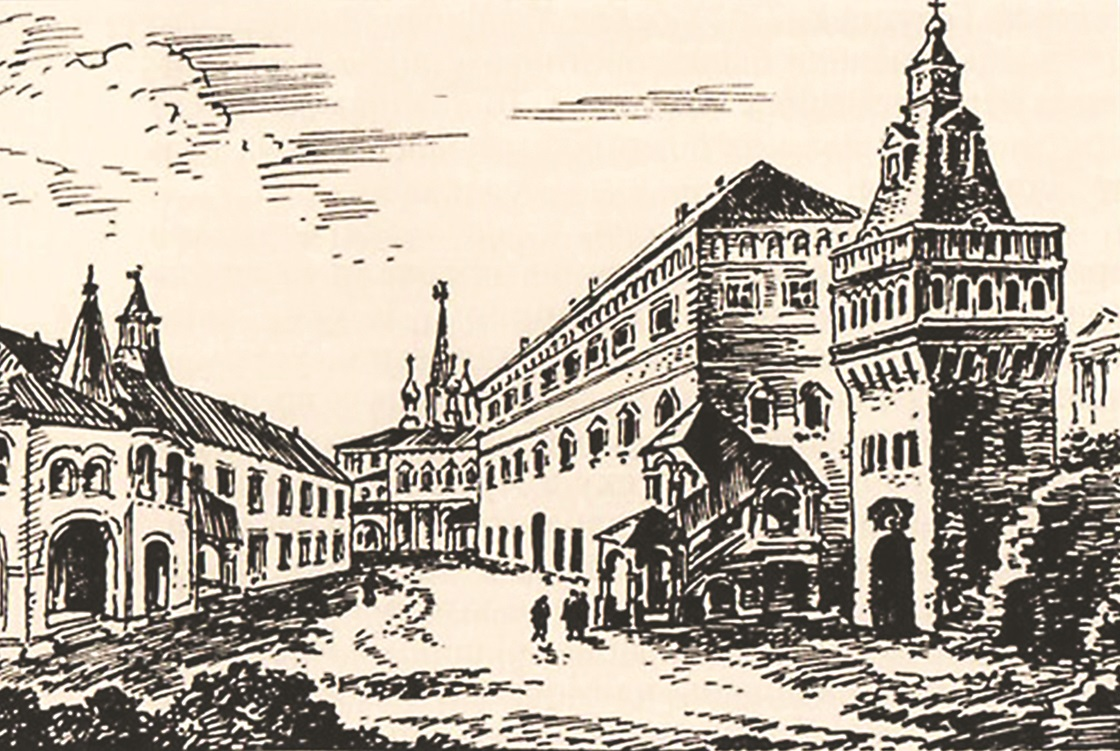
Будівля Аптекарського приказу в Московському Кремлі (орієнтовно на початку 1600-х рр.)

.

## Функції та штатна чисельність Аптекарського приказу

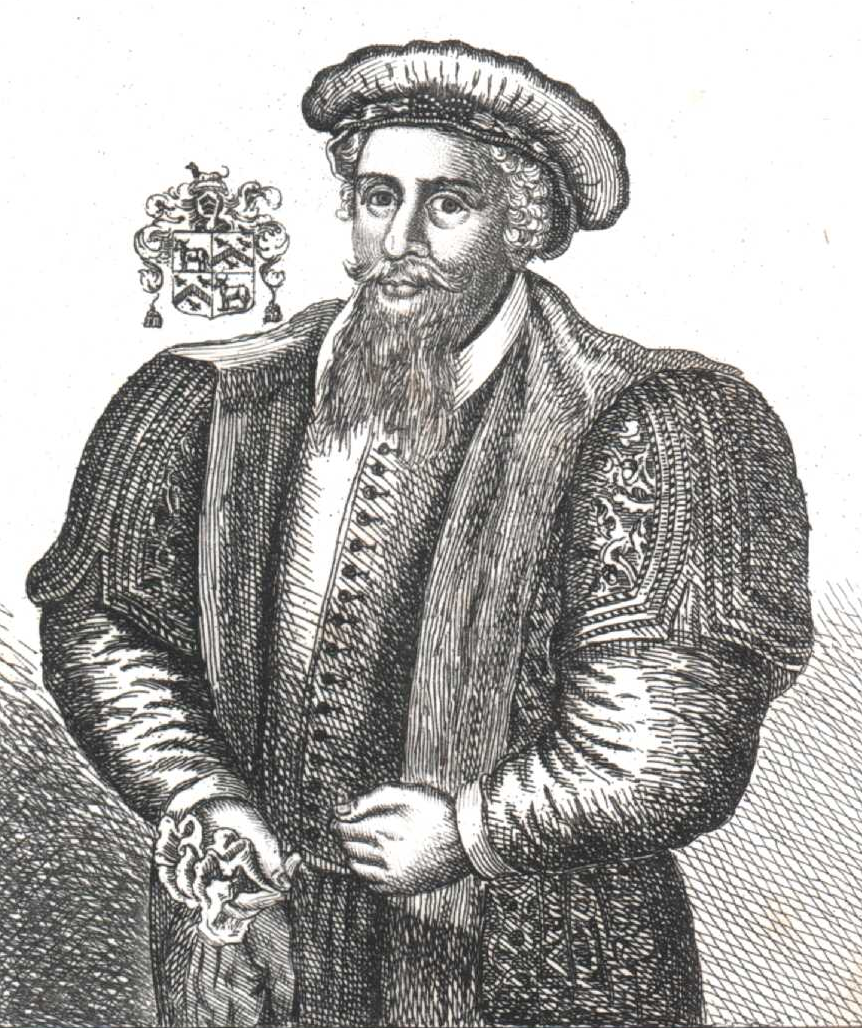
Англійський лікар, був особистим лікарем царя Федора Івановича; багато зробив для розвитку Аптекарського приказу.

В основі діяльності Аптечного приказу, як і більшості  інших приказів,  лежав функціональний  принцип. І хоча чіткого розмежування компетенцій між приказами не було, предмети відання Аптекарського приказу дозволяють окреслити такі його функції: 
- медичне обслуговування членів царської родини, Государевого двору, думних та московських чинів, осіб, підпорядкованих палацовим приказам, іноземців;
- прийом на службу та призначення у військо аптекарів та лікарів, організація і комплектування польових аптек;
- перевірка знань іноземних лікарів/аптекарів, які приїздили працювати в Росію. Допуск іноземних лікарів/аптекарів до роботи в Росії. Здійснення контролю діяльності іноземних лікарів/аптекарів, які працювали в Росії;
- здійснення протиепідемічних заходів;
- визначення придатності дворян до військової служби;
- забезпечення лікарською та фармацевтичною допомогою військ;
- проведення освідування хворих та скалічених (лікарської експертизи);
- організація збору, закупівлі та переробки лікарських трав та інших видів лікарської сировини. Організація належної роботи аптекарських садів та городів  для вирощування лікарських рослин;
- підготовка лікарів в лікарській школі при Аптекарському приказі;
- нагляд за освітнім процесом в Аптекарському приказі;
- забезпечення стажування майбутніх лікарів у відомих фахівців;
- закупівля готових ліків, лікарських трав та інших видів лікарської сировини за кордоном та інше[4].